# De brug bij Argenteuil (Musée d'Orsay)
De brug bij Argenteuil (Frans: Le pont d'Argenteuil) is een schilderij van de Franse impressionistische kunstschilder Claude Monet uit 1874, 60,5 × 80 centimeter groot. Het toont een gezicht op de omgeving van de Parijse voorstad, met de brug over de Seine en met veel aandacht voor de lichtreflecties in het water. Het werk bevond zich aanvankelijk in de collectie van de bariton Jean-Baptiste Faure en is thans te zien in het Musée d'Orsay te Parijs. Monet exposeerde het werk op de tweede grote impressionistententoonstelling in 1876.

## Context
In januari 1872 verhuisde Monet naar Argenteuil, waar hij tot 1878 met zijn gezin een kleine villa zou huren. De toen nog landelijke voorstad lag maar op 15 kilometer afstand van Parijs, 22 minuten met de trein van het Gare Saint-Lazare. Monet maakte er een grote hoeveelheid schilderijen van de omgeving, die veel aantrekkelijkheden had: open velden, pittoreske straatjes en de bedrijvigheid van een beginnend toerisme. De Seine verbreedt zich bij Argenteuil en er zijn geen eilandjes, waardoor de rivier er uitermate geschikt is voor zeilen en andere vormen van watersport. Op tal van plekken konden bootjes worden gehuurd. Het was er bijzonder prettig wandelen. Met name op zondagen trok het plaatsje dan ook horden dagjesmensen, met name vanuit Parijs, goed bereikbaar als het sinds de aanleg van de spoorwegen was geworden.

## Afbeelding
Monet schilderde De brug bij Argenteuil in 1874, een jaar waarin het impressionisme haar meest zuivere vorm bereikte. Met veel aandacht voor atmosfeer presenteert hij hier een idyllisch, enigszins loom zomertafereel, als een voorbijgaand fragment uit de werkelijkheid.
Voor de lichteffecten en hun reflectie op het water gebruikte Monet louter zuivere kleuren. De warme kleurschakeringen van blauw, roze en wit worden licht rimpelend in het water herhaald. Lichtwaarden lopen in elkaar over. De weerspiegeling van de muren van de brug en de binnenkant van de brugbogen vloeien samen in het totaalbeeld.
Het wateroppervlak is niet glad, maar weergegeven in kleine streepjes die met analytische aandacht zijn aangebracht. Deze techniek, waarmee de transparantie van het water en de schittering van lichtreflecties optimaal konden worden weergegeven, was een vondst van Monet zelf

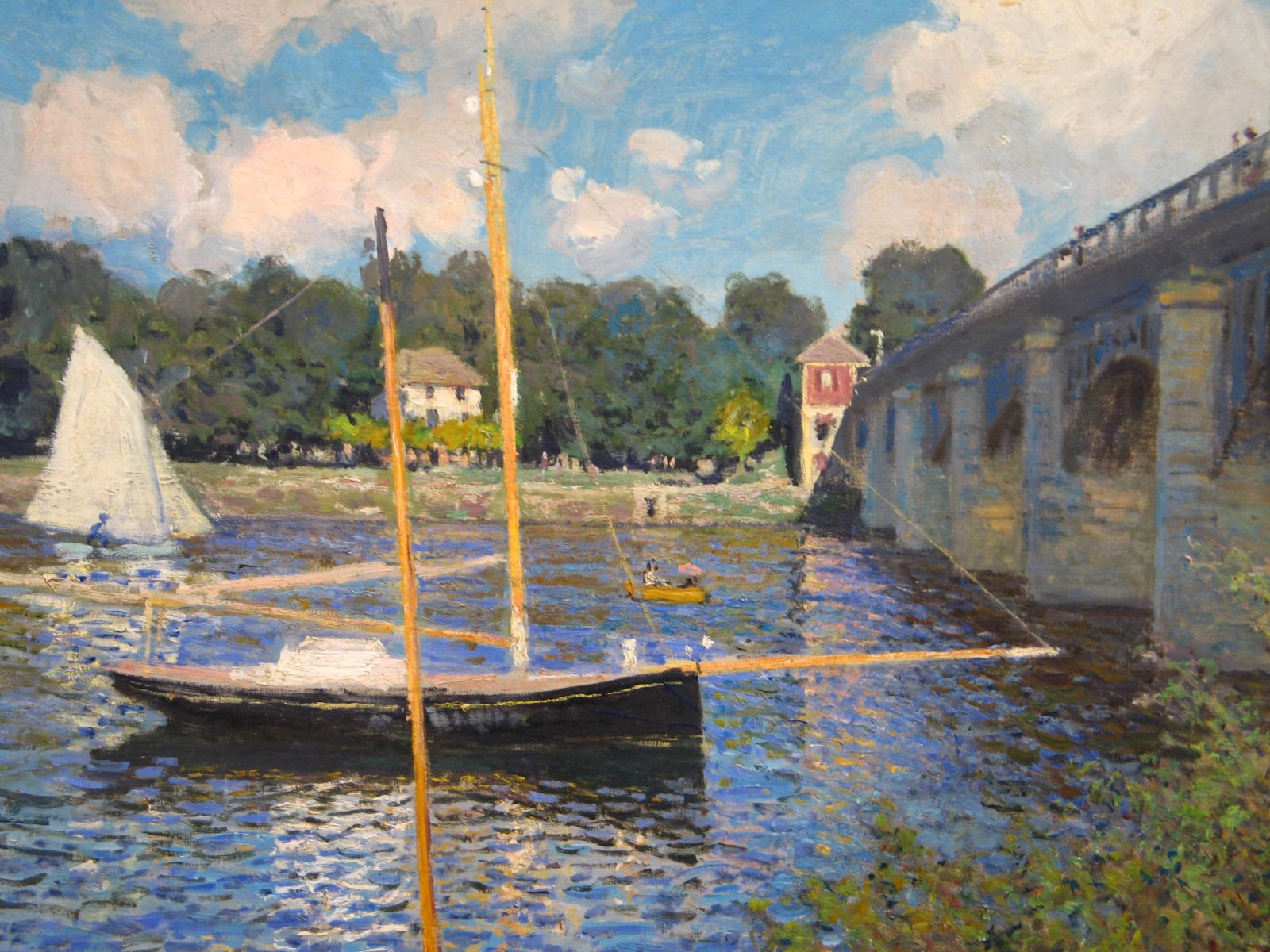
Versie van Le pont d'Argenteuil in de National Gallery of Art.

De aandacht van Monet is in het schilderij vooral gericht op de vloeiende en bewegende delen van de omgeving: het water, de lucht en hun wisselwerking op elkaar. Hij besteedde meer aandacht -en ook letterlijk meer verf- aan de reflecties in het water dan aan de vaste vormen. Het ging hem niet om de massa of het volume, maar om de visuele effecten van het fascinerende spel van schijn en werkelijkheid, illusie en representatie. Het geeft uitdrukking aan zijn idee dat alles verandert en dat alleen wat in het hier en nu kan worden waargenomen werkelijk bestaat.

## Compositie
Compositorisch valt De brug bij Argenteuil op door de strak in elkaar sluitende geometrie. De bootjes en hun tuigage vinden een tegenwicht in de constructie van staal en bakstenen van de toen net herbouwde brug. De verticale pijlers en hun reflectie vormen een speels contrapunt met de masten van de bootjes. Zelfs de bomen op de oever aan de overzijde nemen deel aan dit ritme en geven het kalme tafereel tegelijkertijd een idee van beslotenheid.
Ook op andere schilderijen die Monet van deze brug maakte (alleen in 1874 waren dat er al zeven) zijn vergelijkbare doordachte geometrische composities te zien, op eenzelfde manier door de constructie omlijst. Het geeft een gevoel van geborgenheid en onderstreept daarmee het algehele doel van het schilderij: het creëren van een poëtische sensatie die het ontspannen genieten van de mooie dag bijna voelbaar maakt.